# 婆様と爺様のセレナーデ
『婆様と爺様のセレナーデ』（ばさまとじさまのセレナーデ）は、ザ・ドリフターズの志村けんとラッツ&スターの田代まさしが「けん&マーシー」名義でリリースしたシングル。

## 内容
志村と田代のコラボレートによるシングルが5年ぶりにリリースした本作は両者が出演したフジテレビ系「志村けんのだいじょうぶだぁ」内のコント『じいさんばあさん』から誕生した曲及びその後番組の「志村けんはいかがでしょう」エンディング・テーマ。
初回出荷枚数は10万枚を記録した。
志村扮する婆さんが、田代扮する爺さんとの夜のお楽しみを狙う内容で、作詞作曲を手掛けた吉幾三の下ネタ好きと言う嗜好と婆さんと爺さんのキャラとが相まった作品である。志村が「爺様」と言う呼び掛けに田代が「何だよ婆様」と返す箇所では二番で志村の婆さんが「(夜のお楽しみを)やるってか？」と返すと、田代の爺さんが「何言ってんだ？婆様」と返す。エンディング近くでは最後は夜のお楽しみを狙う為、志村の婆さんが艶めかしい声になって行き、最終的に田代の爺さんは「いい加減にしろよ」と怒って返す。

## 収録曲
1. 婆様と爺様のセレナーデ
作曲・作曲：吉幾三　編曲：野村豊
2. 婆様と爺様のセレナーデ（オリジナルカラオケ）